# باري ديفيس
باري ديفيس (بالإنجليزية: Barry Davis) هو مصارع هاوي أمريكي، ولد في 17 سبتمبر 1961 في Bloomfield, Indiana ‏ في الولايات المتحدة.

## وصلات خارجية
- باري ديفيس على موقع قاعدة بيانات المصارعة الدولية (الإنجليزية)
- باري ديفيس على موقع اللجنة الأولمبية الدولية (الإنجليزية)
- باري ديفيس على موقع أوليمبيديا (الإنجليزية)
- باري ديفيس على موقع قاعة آيوا للمشاهير الرياضية (الإنجليزية)